# House of Tales
House of Tales, vollständige Firmierung House of Tales Entertainment GmbH, war ein deutscher Hersteller von Computerspielen mit Sitz in Bremen, der sich durch Point-and-Click-Adventures einen Namen machte.

## Geschichte
House of Tales wurde 1998 von Tobias Schachte und Martin Ganteföhr gegründet, die zuvor für das ZDF Lernadventures für Kinder im Terra-X-Universum entwickelten. Das erste Produkt der Firma, Das Geheimnis der Druiden, erschien 2001 über cdv. Ungewöhnlich war zu diesem Zeitpunkt, dass sämtliche Unternehmenstätigkeiten dezentral und online ausgeübt wurden, statt eine zentrale Bürofläche zu nutzen. 2003 wurde die Firma in eine GmbH umgewandelt. 2008 wurde House of Tales durch dtp entertainment aufgekauft, blieb unter der neuen Muttergesellschaft aber zunächst ein unabhängiges Entwicklungsstudio. Ende 2009 kam es zu Spannungen zwischen der Leitung von House of Tales und der dtp-Geschäftsführung wegen „kreativer Differenzen“ bezüglich der zukünftigen Ausrichtung des Studios sowie der schlechten Verkaufszahlen von 15 Days. In der Folge verließ Schachte im Januar 2010 das Unternehmen und wechselte als Leiter Systemtechnik zu einer Bremer Firma; Ganteföhr ging im März. Zu diesem Zeitpunkt wurde der Firmensitz von House of Tales durch den Eigentümer dtp von Bremen nach Hannover verlegt, wo sich ein weiteres dtp-Studio, Cranberry Production, befand. Wenig später wurde House of Tales in das Cranberry-Team integriert, was das Ende des Studios bedeutete.
Im Dezember 2014 erwarb der schwedische Publisher Nordic Games die Rechte an den Adventures von House of Tales. Seitdem sind die Spiele im Rahmen einer digitalen Distribution wieder erhältlich. Der Markenname House of Tales wurde im Februar 2017 von einem Escape-Game-Anbieter für einen Spielraum in Berlin registriert.

## Produkte (Auszug)
| Titel                            | Publisher         | Genre       | Jahr | Plattformen | Anmerkung                                    |
| -------------------------------- | ----------------- | ----------- | ---- | ----------- | -------------------------------------------- |
| Das Geheimnis der Druiden        | CDV               | Adventure   | 2001 | Windows     |                                              |
| Black Hole                       | elkware           | Adventure   | 2003 | J2ME        |                                              |
| The Paper Menace                 | elkware           | Adventure   | 2003 | J2ME        |                                              |
| The Moment of Silence            | dtp entertainment | Adventure   | 2004 | Windows     |                                              |
| Secret of the Lost Link          | elkware           | Adventure   | 2004 | J2ME        |                                              |
| The X-Files: The Deserter        | elkware           | Adventure   | 2004 | J2ME        | Akte-X-Franchise                             |
| Verliebt in Berlin               | dtp               | Adventure   | 2005 | Windows     | Serien-Franchise, Kooperation mit Radon Labs |
| Overclocked                      | Anaconda (dtp)    | Adventure   | 2008 | Windows     |                                              |
| 15 Days                          | dtp               | Adventure   | 2009 | Windows     |                                              |
| Das Geheimnis des Geisterschiffs | dtp               | Wimmelspiel | 2010 | Windows     |                                              |

Für sämtliche Titel nutzte House of Tales eine selbstentwickelte Entwicklungsumgebung namens inca (Interactive Narrator’s Companion for Authoring), die eine grafische Benutzeroberfläche für das Erstellen der Infrastruktur eines Spiels sowie eine adventurespezifische Skriptsprache umfasst.

## Auszeichnungen
The Moment of Silence wurde 2004 von der PC Games sowie dem Fachmagazin Adventure-Treff zum Adventure des Jahres gewählt. Overclocked erhielt 2007 den Deutschen Entwicklerpreis für Innovation.